# 大海之距
《大海之距》，全稱《大海航行誌暨週航誌》（希臘語：Σταδιασμός ήτοι περίπλους της μεγάλης θαλάσσης，簡稱Stadiasmus Maris Magnī），是一部成書於公元三世紀的航海誌，作者佚名。書中記載了地中海許多大港口之間的距離（以斯塔迪昂為單位）、航路、以及風土人情。原著大部份已佚，西班牙國家圖書館收藏有後人整理的殘篇。